# KNVB-Pokal 2009/10
Der KNVB-Pokal 2009/10 war die 92. Auflage des niederländischen Fußball-Pokalwettbewerbs. Er begann am 29. August 2009 mit der ersten Runde, an der nur die Amateurmannschaften teilnahmen, und endete mit den Finalspielen am 25. April und 6. Mai 2010. Ab der zweiten Runde nahmen die Profiteams der Eredivisie und der Eerste Divisie teil.
Insgesamt nahmen 88 Mannschaften an dem Wettbewerb teil: die 38 Vertreter der beiden Profiligen, 48 Amateurteams und zwei Reserve-/ Nachwuchsmannschaften von Profiklubs. 24 der Amateurvertreter qualifizierten sich über die jeweilige Staffelmeisterschaft der Hoofdklasse (zu der Zeit höchste Amateurliga), die andere Hälfte über den Amateurpokalwettbewerb. Neben 39 Vereinen der Hoofdklasse qualifizierten sich noch sechs Mannschaften der Eerste Klasse und je ein Klub aus der 5. bis 7. Liga.
Im Endspiel kam es zum niederländischen Fußballklassiker (De klassieker) Ajax Amsterdam gegen Feyenoord Rotterdam. Aufgrund befürchteter Ausschreitungen der stark rivalisierenden Fans von Feyenoord und Ajax splittete der KNVB es kurzfristig in zwei Finalspiele auf. Das Hinspiel in Amsterdam konnte Ajax mit 2:0 und das Rückspiel in Rotterdam mit 4:1 für sich entscheiden und gewann damit zum 18. Mal den Pokal.
Titelverteidiger SC Heerenveen schied im Achtelfinale gegen die PSV Eindhoven aus.

## Teilnehmende Teams
| Eredivisie (18) | Eredivisie (18) | Eerste Divisie (20) | Eerste Divisie (20) |
| --- | --- | --- | --- |
| - Ajax Amsterdam - ADO Den Haag - AZ Alkmaar - Feyenoord Rotterdam - FC Groningen - SC Heerenveen - Heracles Almelo - NAC Breda - NEC Nijmegen | - PSV Eindhoven - Roda JC Kerkrade - Sparta Rotterdam - FC Twente Enschede - FC Utrecht - Vitesse Arnheim - Willem II Tilburg - VVV-Venlo ▲ - RKC Waalwijk ▲ | - BV De Graafschap ▼ - FC Volendam ▼ - AGOVV Apeldoorn - SC Cambuur - FC Den Bosch - FC Dordrecht - FC Eindhoven - FC Emmen - Excelsior Rotterdam - Fortuna Sittard | - Go Ahead Eagles - HFC Haarlem - Helmond Sport - MVV Maastricht - FC Omniworld - RBC Roosendaal - SC Telstar 1963 - FC Oss - BV Veendam - FC Zwolle |
| Hoofdklasse (39) | | | |
| - Achilles ’29 - ACV Assen - AFC Amsterdam - SV Argon - ASWH - BVV Barendrecht - VV Baronie - VV Bennekom - VV Berkum - VV Capelle             | - FC Chabab - JVC Cuijk - VV DOVO - EVV Echt - WKE Emmen - VV Gemert - Go Ahead Kampen - GVVV - VV Haaglandia/Sir Winston - Harkemase Boys                   | - HBS Craeyenhout - HSC ’21 Haaksbergen - HHC Hardenberg - FC Hilversum - HSV Hoek - VV IJsselmeervogels - SC Joure - LRC Leerdam - FC Lisse - VV Nunspeet          | - Quick '20 Oldenzaal - Rijnsburgse Boys - SDC Putten - SV Spakenburg - VV Sparta Nijkerk - SV De Treffers - VV UNA - RKVV Westlandia - WHC Wezep    |
| Amateure Eerste bis Vijfde Klasse (9) | | | |
| - AFC '34 Alkmaar (1. Kl.) - Drachtster Boys (1. Kl.) - Excelsior Maassluis (1 Kl.)                                                            | - RKSV Groene Ster (1 Kl.) - VV Kloetinge (1 Kl.) - VV Schaesberg (1 Kl.)                                                                                    | - VV Zaamslag (2 Kl.) - SV Rood-Wit ʼ62 (3 Kl.) | - VV Waspik (4 Kl.) |
| Jugendmannschaften (2) | | | |
| - Jong Ajax | - Jong De Graafschap | | |

## Termine
| Runde         | Termine                       |
| ------------- | ----------------------------- |
| 1. Runde      | 25. August 2009               |
| 2. Runde      | 22. – 24. September 2009      |
| 3. Runde      | 27. – 29. Oktober 2009        |
| Achtelfinale  | 21. Dez. 2009 – 16. Jan. 2010 |
| Viertelfinale | 27. Januar 2010               |
| Halbfinale    | 24. – 25. März 2010           |
| Finale        | 25. April 2010                |

## 1. Runde
Teilnehmer: 48 Amateurvereine.
| Datum      |                     | Ergebnis                         |                           |
| ---------- | ------------------- | -------------------------------- | ------------------------- |
| 25.08.2009 | FC Hilversum        | 2:5 (1:1)                        | SV Spakenburg             |
| 25.08.2009 | HSV Hoek            | 0:1 n. V. (0:0, 0:0)             | VV Gemert                 |
| 25.08.2009 | VV Capelle          | 2:0 (1:0)                        | VV UNA                    |
| 25.08.2009 | RKSV Groene Ster    | 2:4 (2:1)                        | Harkemase Boys            |
| 25.08.2009 | VV IJsselmeervogels | 3:0 (2:0)                        | HSC ’21 Haaksbergen       |
| 25.08.2009 | RKVV Westlandia     | 2:0 (0:0)                        | VV Nunspeet               |
| 25.08.2009 | VV Baronie          | 3:0 (2:0)                        | VV Kloetinge              |
| 25.08.2009 | SV De Treffers      | 2:1 (1:0)                        | Go Ahead Kampen           |
| 25.08.2009 | FC Chabab           | 1:2 (0:0)                        | WHC Wezep                 |
| 25.08.2009 | Drachtster Boys     | 0:2 (0:1)                        | SC Joure                  |
| 25.08.2009 | VV Waspik           | 0:3 (0:3)                        | SDC Putten                |
| 25.08.2009 | JVC Cuijk           | 1:1 n. V. (0:0, 0:0) (2:4 i. E.) | ASWH                      |
| 25.08.2009 | EVV Echt            | 0:4 (0:1)                        | BVV Barendrecht           |
| 25.08.2009 | Rijnsburgse Boys    | 3:0 (2:0)                        | SV Argon                  |
| 25.08.2009 | ACV Assen           | 0:2 n. V.                        | AFC Amsterdam             |
| 25.08.2009 | GVVV                | 1:0 (0:0)                        | WKE Emmen                 |
| 25.08.2009 | AFC '34 Alkmaar     | 2:1 (0:0)                        | VV Zaamslag               |
| 25.08.2009 | LRC Leerdam         | 4:2 (1:1)                        | Quick '20 Oldenzaal       |
| 25.08.2009 | Excelsior Maassluis | 1:0 (1:0)                        | SV Rood-Wit ʼ62           |
| 25.08.2009 | HBS Craeyenhout     | 0:2 (0:1)                        | VV Bennekom               |
| 25.08.2009 | VV DOVO             | 0:2 (0:0)                        | VV Haaglandia/Sir Winston |
| 25.08.2009 | VV Schaesberg       | 1:3 (0:1)                        | VV Sparta Nijkerk         |
| 25.08.2009 | Achilles ’29        | 2:1 (1:1)                        | VV Berkum                 |
| 25.08.2009 | HHC Hardenberg      | 1:2 (1:2)                        | FC Lisse                  |

## 2. Runde
Teilnehmer: Die 24 Gewinner der 1. Runde (allesamt Amateurteams), sowie zwei Jugendteams (Gewinner der nationalen Jugendliga und des nationalen Jugendpokalwettbewerbs) und alle Profimannschaften der ersten beiden Ligen. Mannschaften, die in einem europäischen Pokalwettbewerb standen (AZ, Twente, Ajax, PSV, SC Heerenveen), sowie Play-off-Verlierer FC Groningen, konnten nicht gegeneinander gelost werden. Amateurvereine hatten Heimrecht, wenn sie gegen einen Profiklub gelost wurden.
| Datum      |                               | Ergebnis                         |                         |
| ---------- | ----------------------------- | -------------------------------- | ----------------------- |
| 22.09.2009 | VV Haaglandia/Sir Winston (A) | 6:6 n. V. (4:4, 1:3) (6:7 i. E.) | Excelsior Rotterdam (D) |
| 22.09.2009 | AFC '34 Alkmaar (A)           | 1:6 (0:3)                        | FC Emmen (D)            |
| 22.09.2009 | LRC Leerdam (A)               | 1:5 (0:1)                        | RBC Roosendaal (D)      |
| 22.09.2009 | AZ Alkmaar (E)                | 2:0 n. V.                        | Jong Ajax (A)           |
| 22.09.2009 | FC Omniworld (D)              | 1:3 n. V. (1:1, 0:0)             | Helmond Sport (D)       |
| 22.09.2009 | Heracles Almelo (D)           | 1:0 (0:0)                        | RKC Waalwijk (E)        |
| 22.09.2009 | FC Volendam (D)               | 1:2 (0:0)                        | Sparta Rotterdam (E)    |
| 22.09.2009 | SV Spakenburg (A)             | 3:1 (1:1)                        | MVV Maastricht (D)      |
| 22.09.2009 | FC Eindhoven (D)              | 2:3 (0:1)                        | NEC Nijmegen (E)        |
| 22.09.2009 | SC Telstar 1963 (D)           | 1:3 (0:2)                        | HFC Haarlem (D)         |
| 22.09.2009 | Vitesse Arnheim (E)           | 5:2 (4:0)                        | FC Oss (D)              |
| 22.09.2009 | FC Dordrecht (D)              | 3:2 (2:1)                        | Fortuna Sittard (D)     |
| 22.09.2009 | Excelsior Maassluis (A)       | 4:2 (2:1)                        | VV Bennekom (A)         |
| 22.09.2009 | Jong De Graafschap (A)        | 1:0 (0:0)                        | SC Cambuur (D)          |
| 22.09.2009 | ASWH (A)                      | 2:1 (0:1)                        | GVVV (A)                |
| 23.09.2009 | Willem II Tilburg (E)         | 2:3 (1:0)                        | NAC Breda (E)           |
| 23.09.2009 | SV De Treffers (A)            | 2:0 (0:0)                        | BV Veendam (D)          |
| 23.09.2009 | AFC Amsterdam (A)             | 0:1 (0:0)                        | WHC Wezep (A)           |
| 23.09.2009 | Rijnsburgse Boys (A)          | 1:4 n. V. (1:1, 1:0)             | Go Ahead Eagles (D)     |
| 23.09.2009 | FC Utrecht (E)                | 2:4 (0:1)                        | FC Groningen (E)        |
| 23.09.2009 | VV IJsselmeervogels (A)       | 1:2 (0:2)                        | Roda JC Kerkrade (E)    |
| 23.09.2009 | VV Baronie (A)                | 1:1 n. V. (1:1, 0:0) (6:5 i. E.) | BVV Barendrecht (A)     |
| 23.09.2009 | FC Lisse (A)                  | 0:4 (0:2)                        | FC Den Bosch (D)        |
| 22.09.2009 | VV Sparta Nijkerk (A)         | 2:2 n. V. (1:1, 1:0) (2:4 i. E.) | FC Zwolle (D)           |
| 23.09.2009 | VVV-Venlo (E)                 | 3:0 (1:0)                        | ADO Den Haag (E)        |
| 23.09.2009 | SC Joure (A)                  | 0:8 (0:4)                        | FC Twente Enschede (E)  |
| 23.09.2009 | VV Capelle (A)                | 4:0 (3:0)                        | RKVV Westlandia] (A)    |
| 23.09.2009 | SDC Putten (A)                | 0:7 (0:2)                        | SC Heerenveen (E)       |
| 23.09.2009 | PSV Eindhoven (E)             | 2:1 (1:0)                        | BV De Graafschap (D)    |
| 24.09.2009 | Harkemase Boys (A)            | 0:5 (0:3)                        | Feyenoord Rotterdam (E) |
| 24.09.2009 | Achilles ’29 (A)              | 0:1 (0:1)                        | VV Gemert (A)           |
| 24.09.2009 | AGOVV Apeldoorn (D)           | 1:2 (0:0)                        | Ajax Amsterdam (E)      |

(E) Eredivisie – (D) Erste Divisie – (A) Amateure

## 3. Runde
Teilnehmer: Die 32 Sieger der 2. Runde.
| Datum      |                         | Ergebnis                         |                         |
| ---------- | ----------------------- | -------------------------------- | ----------------------- |
| 27.10.2009 | Feyenoord Rotterdam (E) | 2:0 (1:0)                        | FC Den Bosch (A)        |
| 27.10.2009 | Go Ahead Eagles (D)     | 4:2 n. V. (2:2, 2:0)             | FC Emmen (D)            |
| 27.10.2009 | Helmond Sport (E)       | 5:0 (3:0)                        | ASWH (E)                |
| 27.10.2009 | Heracles Almelo (E)     | 3:0 (2:0)                        | HFC Haarlem (D)         |
| 27.10.2009 | Jong De Graafschap (A)  | 1:0 n. V. (0:0, 0:0)             | FC Zwolle (D)           |
| 27.10.2009 | Sparta Rotterdam (E)    | 1:1 n. V. (1:1, 1:1) (5:4 i. E.) | VVV-Venlo (E)           |
| 27.10.2009 | SV De Treffers (A)      | 1:6 (1:5)                        | NAC Breda (E)           |
| 28.10.2009 | AZ Alkmaar (E)          | 5:2 n. V. (2:2, 0:1)             | SV Spakenburg (A)       |
| 28.10.2009 | VV Baronie (A)          | 1:0 n. V.                        | Excelsior Maassluis (A) |
| 28.10.2009 | VV Gemert (A)           | 2:2 n. V. (1:1, 1:0) (4:5 i. E.) | WHC Wezep (A)           |
| 28.10.2009 | SC Heerenveen (E)       | 4:2 (1:0)                        | RBC Roosendaal (D)      |
| 28.10.2009 | NEC Nijmegen (E)        | 2:1 n. V. (1:1, 0:0              | Excelsior Rotterdam (D) |
| 28.10.2009 | Roda JC Kerkrade (E)    | 0:2 (0:1)                        | PSV Eindhoven (E)       |
| 28.10.2009 | FC Twente Enschede (E)  | 3:0 (1:0)                        | VV Capelle (A)          |
| 28.10.2009 | Vitesse Arnheim (E)     | 1:5 (0:4)                        | FC Groningen (E)        |
| 29.10.2009 | FC Dordrecht (D)        | 1:2 n. V. (1:1, 0:0)             | Ajax Amsterdam (E)      |

## Achtelfinale
| Datum      |                         | Ergebnis    |                      |
| ---------- | ----------------------- | ----------- | -------------------- |
| 21.12.2009 | Heracles Almelo (E)     | 0:2 (0:1)   | Go Ahead Eagles (D)  |
| 22.12.2009 | VV Baronie (A)          | 0:5 (0:1)   | Sparta Rotterdam (E) |
| 22.12.2009 | Feyenoord Rotterdam (E) | 1:0 (1:0)   | AZ Alkmaar (E)       |
| 23.12.2009 | FC Groningen (E)        | 0:2 (0:0)   | NEC Nijmegen (E)     |
| 23.12.2009 | Jong De Graafschap (A)  | 0:2 n. V.   | NAC Breda (E)        |
| 23.12.2009 | FC Twente Enschede (E)  | 3:0 (1:0)   | Helmond Sport (D)    |
| 23.12.2009 | WHC Wezep (A)           | 01:14 (1:6) | Ajax Amsterdam (E)   |
| 16.01.2010 | SC Heerenveen (E)       | 1:3 (0:1)   | PSV Eindhoven (E)    |

## Viertelfinale
| Datum      |                      | Ergebnis             |                         |
| ---------- | -------------------- | -------------------- | ----------------------- |
| 27.01.2010 | Ajax Amsterdam (E)   | 3:2 n. V. (1:1, 1:0) | NEC Nijmegen (E)        |
| 27.01.2010 | NAC Breda (E)        | 1:2 (0:0)            | Go Ahead Eagles (D)     |
| 27.01.2010 | PSV Eindhoven (E)    | 0:3 (0:2)            | Feyenoord Rotterdam (E) |
| 27.01.2010 | Sparta Rotterdam (E) | 0:4 (0:2)            | FC Twente Enschede (E)  |

## Halbfinale
| Datum      |                         | Ergebnis  |                        |
| ---------- | ----------------------- | --------- | ---------------------- |
| 24.03.2010 | Feyenoord Rotterdam (E) | 2:1 (0:1) | FC Twente Enschede (E) |
| 25.03.2010 | Go Ahead Eagles (D)     | 0:6 (0:2) | Ajax Amsterdam (E)     |

## Finale

### Hinspiel
| Ajax Amsterdam                                | Ajax Amsterdam | Feyenoord Rotterdam | Feyenoord Rotterdam |
| --------------------------------------------- | --- | --- | ------------------- |
| Ajax Amsterdam                                | \| 25. April 2010 in Amsterdam (Amsterdam Arena) \| \| Ergebnis: 2:0 (2:0) \| \| Zuschauer: 37.283 \| \| Schiedsrichter: Eric Braamhaar \| \| Spielbericht \|                                                                                              | \| 25. April 2010 in Amsterdam (Amsterdam Arena) \| \| Ergebnis: 2:0 (2:0) \| \| Zuschauer: 37.283 \| \| Schiedsrichter: Eric Braamhaar \| \| Spielbericht \| | Feyenoord Rotterdam |
| Ajax Amsterdam                                | Maarten Stekelenburg, Gregory van der Wiel, Toby Alderweireld, Jan Vertonghen, Vurnon Anita, Demy de Zeeuw, Siem de Jong, Eyong Enoh, Luis Suárez, Marko Pantelić (70., Dennis Rommedahl), Urby Emanuelson (80. Christian Eriksen) Cheftrainer: Martin Jol | Erwin Mulder, Stefan de Vrij, André Bahia, Ron Vlaar (72., Bart Schenkeveld), Giovanni van Bronckhorst, Denny Landzaat, Karim El Ahmadi (85. Kelvin Leerdam), Leroy Fer, Georginio Wijnaldum, Jon Dahl Tomasson (73. Sekou Cissé), Luigi Bruins Cheftrainer: Mario Been | Feyenoord Rotterdam |
| Ajax Amsterdam                                | 1:0 Siem de Jong (6.) 2:0 Siem de Jong (7.) | | Feyenoord Rotterdam |
| Ajax Amsterdam                                | Demy de Zeeuw, Luis Suárez | André Bahia, Luigi Bruins | Feyenoord Rotterdam |
| 25. April 2010 in Amsterdam (Amsterdam Arena) | | |                     |
| Ergebnis: 2:0 (2:0)                           | | |                     |
| Zuschauer: 37.283                             | | |                     |
| Schiedsrichter: Eric Braamhaar                | | |                     |
| Spielbericht                                  | | |                     |

### Rückspiel
| Feyenoord Rotterdam                | Feyenoord Rotterdam | Ajax Amsterdam | Ajax Amsterdam |
| ---------------------------------- | --- | --- | -------------- |
| Feyenoord Rotterdam                | \| 6. Mai 2010 in Rotterdam (De Kuip) \| \| Ergebnis: 1:4 (0:1) \| \| Zuschauer: 28.000 \| \| Schiedsrichter: Roelof Luinge \| \| Spielbericht \| | \| 6. Mai 2010 in Rotterdam (De Kuip) \| \| Ergebnis: 1:4 (0:1) \| \| Zuschauer: 28.000 \| \| Schiedsrichter: Roelof Luinge \| \| Spielbericht \| | Ajax Amsterdam |
| Feyenoord Rotterdam                | Erwin Mulder, Stefan de Vrij (46., Jonathan de Guzmán), André Bahia, Ron Vlaar, Tim de Cler (75. Kevin Hofland), Denny Landzaat (46. Bart Schenkeveld), Karim El Ahmadi, Leroy Fer, Georginio Wijnaldum, Roy Makaay, Jon Dahl Tomasson Cheftrainer: Mario Been | Maarten Stekelenburg, Gregory van der Wiel, Toby Alderweireld, Jan Vertonghen, Vurnon Anita, Demy de Zeeuw, Siem de Jong (84. Nicolás Lodeiro), Eyong Enoh, Luis Suárez, Marko Pantelić (78. Dennis Rommedahl), Urby Emanuelson (63. Christian Eriksen) Cheftrainer: Martin Jol | Ajax Amsterdam |
| Feyenoord Rotterdam                | 1:2 Jon Dahl Tomasson (72.) | 0:1 Luis Suárez (4.) 0:2 Siem de Jong (64.) 1:3 Siem de Jong (77.) 1:4 Luis Suárez (82.) | Ajax Amsterdam |
| Feyenoord Rotterdam                | Karim El Ahmadi, Tim de Cler | Toby Alderweireld, Luis Suárez | Ajax Amsterdam |
| 6. Mai 2010 in Rotterdam (De Kuip) | | |                |
| Ergebnis: 1:4 (0:1)                | | |                |
| Zuschauer: 28.000                  | | |                |
| Schiedsrichter: Roelof Luinge      | | |                |
| Spielbericht                       | | |                |